# Lingua swati
La lingua swati, nota anche come swazi (nome nativo siswati) è una lingua nguni parlata in Africa meridionale.

## Distribuzione geografica
Secondo i dati del censimento sudafricano del 2011, i locutori L1 sono 1.297.046, pari al 2,6% della popolazione, concentrati nella provincia di Mpumalanga, dove è parlato dal 27,7 % della popolazione.
Secondo Ethnologue, la lingua è parlata da 980.000 persone in Swaziland (dato del 2006), 43.000 in Lesotho (dato del 2002) e 1.200 in Mozambico (dato del 2006). Complessivamente si stimano oltre 2 milioni di locutori.

### Lingua ufficiale
È una lingua ufficiale nell'eSwatini e in Sudafrica.

## Classificazione
Fa parte del sottogruppo lingue nguni, delle lingue bantu.

## Sistema di scrittura
Per la scrittura si utilizza l'alfabeto latino.